# شان شرک
شان شرک (انگلیسی: Sean Sherk; ۵ اوت ۱۹۷۳ – ) ورزشکار هنرهای رزمی ترکیبی اهل ایالات متحده آمریکا بود. وی بین سال‌های ۱۹۹۹ تا ۲۰۱۰ میلادی فعالیت می‌کرد.